# Ehrharteae
Ehrharteae là một tông thuộc họ Hòa thảo, gồm 4 chi.